# Myzosiphum
Myzosiphum  (лат.) — род тлей из подсемейства Aphidinae (Macrosiphini). Восточная Азия (Китай, Япония).

## Описание
Мелкие насекомые, длина около 2 мм.
Ассоциированы с гречишными растениями Polygonum. Близок к тлям рода Myzus.
- Myzosiphum ryukyuensis Tao, 1964
- Myzosiphum zayuense  Zhang, G.-x., 1981[3]